# Hendrik Goudsteen
Hendrik Goudsteen (1618- ?) is een componist uit de Republiek der Zeven Verenigde Nederlanden.

## Leven
Over Goudsteens leven is vrijwel niet meer bekend dan dat hij in 1648 in de Oude Kerk in Amsterdam in het huwelijk is getreden en toentertijd in de Agnietenstraat woonde.

## Werk
Van hem bleef een vierstemmige bewerking van het kerstlied O Salich Heylich Bethlehem met basso continuo bewaard. Voorts is nog een spoor van een gelegenheidswerk Nuw-Jaar Gift Ge-eygend, an alle recht-sinnige lief-hebbers der ware Christelijke verbeterde Gods-dienst, waarvan de liedtekst is opgenomen in het Darde Deel van Den Distelvink van Jacob Steendam, te Amsterdam gedrukt bij Pieter Dircksz. Boeteman in 1650, maar dat in 1641 al zou zijn uitgegeven met de muziek van Goudsteen.

## Discografie
- Hodie Christus natus est. Christmas music in The Netherlands, Cappella Amsterdam, onder leiding van Jan Boeke, 1990, Lindenberg LBCD19